# Ga Quảng trường Thời Đại–Đường 42/Ga xe buýt Cơ quan Quản lý Cảng
Quảng trường Thời Đại–Đường 42/Ga xe buýt Cơ quan Quản lý Cảng (tiếng Anh: Times Square–42 Street/Port Authority Bus Terminal) là một khu phức hợp ga tàu điện ngầm Thành phố New York nằm dưới Quảng trường Thời Đại và Ga xe buýt Cơ quan Quản lý Cảng, tại ngã tư Đường 42, Đại lộ thứ 7 và 8, và Broadway ở Midtown Manhattan. Đây là tổ hợp nhà ga bận rộn nhất trong hệ thống, phục vụ 64.531.511 hành khách trong năm 2016.
Khu phức hợp cho phép chuyển miễn phí giữa IRT con thoi Đường 42, tuyến BMT Broadway, IRT Broadway–Đại lộ thứ 7 và IRT Flushing, với một chuyến chuyển dài đến IND Đại lộ thứ 8 một khối về phía tây tại Đường 42–Ga xe buýt Cơ quan Quản lý Cảng. Khu phức hợp được phục vụ bởi:
- 1, 2, 3, 7, A, E, N, và Q mọi lúc
- W trong các ngày trong tuần
- C, R, và con thoi Đường 42 (S) mọi lúc trừ đêm khuya
- <7> rong giờ cao điểm theo hướng cao điểm

## Bố trí nền tảng
| G                                 | Đường                                               | Lối vào/lối thoát |
| B1                                | Upper Mezzanine                                     | Fare control, station agents, MetroCard machines, passageway to Port Authority Bus Terminal |
| B1                                | Side platform, doors will open on the right         | |
| B1                                | Track 4                                             | → hướng đi Grand Central trừ đêm (Terminus) → |
| B1                                | Track 3                                             | → hướng đi Grand Central trừ đêm (Terminus) → |
| B1                                | Side platform, doors will open on the left          | |
| B1                                | Track 1                                             | → hướng đi Grand Central trừ đêm (Terminus) → |
| B1                                | Side platform, doors will open on the left          | |
| B2 nền tảng Broadway              | Northbound local                                    | ← ( weekdays) hướng đi Astoria–Ditmars Boulevard (49th Street) ← hướng Forest Hills–71st Avenue trừ đêm (49th Street) ← hướng đi 96th Street đêm (49th Street)</smallhướng đi                                                                      |
| B2 nền tảng Broadway              | Island platform, doors will open on the left, right | |
| B2 nền tảng Broadway              | Northbound express                                  | ← hướng 96th Street trừ đêm (57th Street–Seventh Avenue) |
| B2 nền tảng Broadway              | Southbound express                                  | → hướng Coney Island–Stillwell Avenue via Brighton trừ đêm (34th Street–Herald Square) → |
| B2 nền tảng Broadway              | Island platform, doors will open on the left, right | |
| B2 nền tảng Broadway              | Southbound local                                    | → hướng đi Coney Island–Stillwell Avenue via Sea Beach ( via Brighton đêm) (34th Street–Herald Square) → → hướng đi Bay Ridge–95th Street trừ đêm (34th Street–Herald Square) → → hướng đi Whitehall Street weekdays (34th Street–Herald Square) → |
| B2 nền tảng Broadway–Đại lộ thứ 7 | Northbound local                                    | ← hướng đi Van Cortlandt Park–242nd Street (50th Street/Broadway)) ← hướng đi Wakefield–241st Street đêm khuya (50th Street/Broadway) |
| B2 nền tảng Broadway–Đại lộ thứ 7 | Island platform, doors will open on the left, right | |
| B2 nền tảng Broadway–Đại lộ thứ 7 | Northbound express                                  | ← hướng đi Wakefield–241st Street trừ đêm (72nd Street) ← hướng đi Harlem–148th Street (72nd Street) |
| B2 nền tảng Broadway–Đại lộ thứ 7 | Southbound express                                  | → hướng đi Flatbush Avenue–Brooklyn College trừ đêm (34th Street–Penn Station/7th Ave) ← hướng đi New Lots Avenue trừ đêm (34th Street–Penn Station/7th Ave) → → alighting passengers only (đêm khuya) →                                           |
| B2 nền tảng Broadway–Đại lộ thứ 7 | Island platform, doors will open on the left, right | |
| B2 nền tảng Broadway–Đại lộ thứ 7 | Southbound local                                    | → hướng đi South Ferry (34th Street–Penn Station/7th Ave) → → hướng đi Flatbush Avenue–Brooklyn College đêm khuya (34th Street–Penn Station/7th Ave) →                                                                                             |
| B2 nền tảng Đại lộ thứ 8          | Northbound local                                    | ← hướng đi 168th Street ( hướng đi Inwood–207th Street đêm) (50th Street) ← hướng đi Jamaica Center–Parsons/Archer (50th Street) |
| B2 nền tảng Đại lộ thứ 8          | Island platform, doors will open on the left, right | |
| B2 nền tảng Đại lộ thứ 8          | Northbound express                                  | ← hướng đi Inwood–207th Street trừ đêm (59th Street–Columbus Circle) |
| B2 nền tảng Đại lộ thứ 8          | Southbound express                                  | → hướng đi Far Rockaway hoặc Lefferts Boulevard (tất cả trừ đêm), hoặc Rockaway Park (PM rush hours) (34th Street–Penn Station/8th Ave) → |
| B2 nền tảng Đại lộ thứ 8          | Island platform, doors will open on the left, right | |
| B2 nền tảng Đại lộ thứ 8          | Southbound local                                    | → hướng đi Euclid Avenue ( hướng đi Far Rockaway đêm) (34th Street–Penn Station/8th Ave) → → hướng đi World Trade Center (34th Street–Penn Station/8th Ave) →                                                                                      |
| B3                                | Passageway                                          | To Eighth Avenue, Port Authority, trains |
| B4 nền tảng Flushing              | Track 1                                             | ← ( AM rush) hướng đi Hudson Yards (Terminus) |
| B4 nền tảng Flushing              | Island platform, doors will open on the left        | |
| B4 nền tảng Flushing              | Track 2                                             | → ( PM rush) hướng đi Flushing–Main Street (Fifth Avenue) → |

### Độ sâu tương đối
Độ sâu tương đối của nền tảng của trạm là:
- IRT con thoi Đường 42, 20 foot (6,1 m) dưới đường
- Tuyến IND Đại lộ thứ 8 (một khối phía tây), 30 foot (9,1 m)
- Tuyến IRT Broadway–Đại lộ thứ 7, 40 foot (12 m)
- Tuyến BMT Broadway, 50 foot (15 m)
- Tuyến IRT Flushing, 60 foot (18 m)